# Келлнер, Петр
Петр Ке́ллнер (чеш. Petr Kellner, 20 мая 1964, Ческа-Липа, ЧССР — 27 марта 2021, Аляска, США) — чешский предприниматель, финансист, миллиардер. Учредитель и главный акционер PPF Group N.V.

## Биография
В 1986 году окончил Высшую школу экономики в Праге по специальности «Экономика промышленности». Был одним из основателей группы PPF, в 1991 стал председателем правления и генеральным директором инвестиционной фирмы PPF investiční společnost a.s. С января 1998 по март 2007 занимал должность председателя правления компании PPF a.s. В группе PPF владел мажоритарной долей (94,25 % акций холдинговой компании), руководил стратегическим развитием и общим направлением группы.
В рейтинге журнала «Forbes» в 2018 году его состояние оценивалось в $15,5 млрд.
27 марта 2021 года погиб в результате падения вертолёта Aérospatiale AS.350 Écureuil вблизи города Палмер на Аляске (США).

## Благотворительная деятельность
Петр Келлнер осуществлял благотворительную деятельность, как в рамках учрежденной им PPF Group N.V., которая оказывает широкую помощь в сфере культуры, искусства, среднего образования, так и индивидуально.
Вместе со своей женой Ренатой учредил Благотворительный фонд семьи Келлнер (The Kellner Family Foundation), который поддерживал проекты в области образования и науки.
По информации официального сайта фонда основные его усилия были направлены на повышение качества образования в государственных школах Чешской Республики (проект «Помогаем школам достичь успеха», чеш. «Pomáháme školám k úspěchu»), поддержку социально необеспеченных учащихся гимназии OPEN GATE и предоставление грантов чешским студентам для обучения в зарубежных университетах (проект «УНИВЕРСИТЕТЫ», чеш. «Univerzity»). Также в 2010 году фонд предоставил 9 миллионов крон нескольким чешским городам на преодоление последствий наводнений.. Выделялись средства частным лицам и организациям для развития проектов в области образования, культуры и поддержки здравоохранения.
Информацию о своих благотворительных проектах Петр Келлнер не комментировал. Исключение составляла гимназия-интернат OPEN GATE в Бабице под Прагой, работа по созданию которой была начата в 2002 году. Основная идея — помочь тем, кто не по своей вине оказался в сложных жизненных условиях, и у кого есть воля, желание и способность изменить свою судьбу, а также социальная адаптация детей из богатых и бедных семей.
Благотворительные проекты реализовал не только в Чехии, но и в других странах, включая Россию. Через принадлежащий PPF и работающий на территории РФ Home Credit Bank осуществлялась благотворительная программа «Синяя птица». В рамках программы помощь оказывалась одаренным выпускникам школ, находящимся в сложных финансовых и социальных условиях, поступить в вуз и получить образование. Программа стартовала в 2009 году и на начало 2012 года в ней участвовали студенты из более 10 российских регионов.

## Награды
- Большой крест ордена Белого льва (2021, Чехия, посмертно)[24]